# Паромный
Паромный — посёлок в Володарском районе Астраханской области России. Входит в состав Козловского сельсовета. Население — 868 человек (2010), 92 % из них — казахи .

## География
Село находится в юго-восточной части Астраханской области, в дельте реки Волги, на левом берегу протоки Чурка. Фактически слилось с райцентром — пос. Володарский
Абсолютная высота — 24 метров ниже уровня моря.
Уличная сеть
состоит из четырёх географических объектов: ул. Береговая, ул. Молодёжная, ул. Набережная, ул. Солнечная.
Климат
умеренный, резко континентальный, характеризуется высокими температурами летом и низкими — зимой, малым количеством осадков, а также большими годовыми и летними суточными амплитудами температуры воздуха.

## Население
| 2002 | 2010 |
| ---- | ---- |
| 832  | ↗868 |

Национальный и гендерный состав
По данным Всероссийской переписи, в 2010 году численность населения села составляла 868 человек (415 мужчин и 453 женщины, 47,8 и 52,2 %% соответственно).
Согласно результатам переписи 2002 года, в национальной структуре населения казахи составляли 92 % от общей численности в 829 жителей.
| Национальность | Численность (2010) | Процент |
| -------------- | ------------------ | ------- |
| Казахи         | 806                | 92,4%   |
| Русские        | 59                 | 6,8%    |
| Татары         | 3                  | 0,3%    |
| Не указана     | 4                  | 0,5%    |
| Всего          | 872                | 100%    |

## Инфраструктура
Мостовой переход, он заменил паромную переправу. Основные инфраструктурные объекты — в пос. Володарский.

## Транспорт
Проходит региональная автодорога Астрахань — Марфино (от автодороги Астрахань — Красный Яр), идентификационный номер 12 ОП РЗ 12К 018. Остановка общественного транспорта «Козлово» (Маршрутки 138, 246, 518, 552).
Просёлочные дороги, одна из них ведёт на село Разбугорье.